# テッド・ベイカー
テッド・ベーカー(TED BAKER)は、1988年にイギリスで創業した服飾系ブランド。衣料品やアクセサリー、香水などを世界各国で販売している。

## 歴史
1988年5月、最高責任者のレイ・ケルヴィンによってグラスゴーに第1号店がオープンする。その後急速にイギリス中に店舗を拡大していき、1990年に、初のロンドン店舗がコヴェント・ガーデンに誕生。1998年にはアメリカ、ニューヨークに初の海外進出。2002年にはフランス・パリ、2004年にはオーストラリア、ニュージーランドに店舗を拡大した。また2012年3月には、東京・表参道に、日本第1号店がオープンした。

## 特徴
"No Ordinary Designer Label"として、ブリティッシュユーモアを取り入れたクオリティの高いデザインが魅力的な英国ブランド。